# Кинематограф Западной Бенгалии
Кинематограф Западной Бенгалии (бенг. টলিউড — Толливуд). Обозначение «Толливуд» (позднее термин Толливуд (телугу టాలీవుడ్) стал обозначать кинематограф телугу) появилось в 1932 году от слияния названий центра американской киноиндустрии Голливуда и района Калькутты Толлигунга, где располагалось большинство студий Бенгалии. С учётом сходства звучания слов «Толли» и «Голли» термин «Толливуд» довольно крепко вошёл в обращение в индийской культуре, особенно после того, как его стал активно применять молодёжный журнал Junior Statesman. Это стало прецедентом для именования новых центров кинематографа в других частях Индии.
Бенгальский кинематограф представлен такими авторитетными режиссёрами, как Сатьяджит Рай, Ритвик Гхатак и Мринал Сен, чьи фильмы, принадлежащие к параллельному кино, регулярно входили в программу международных кинофестивалей и получали престижные премии.

## История

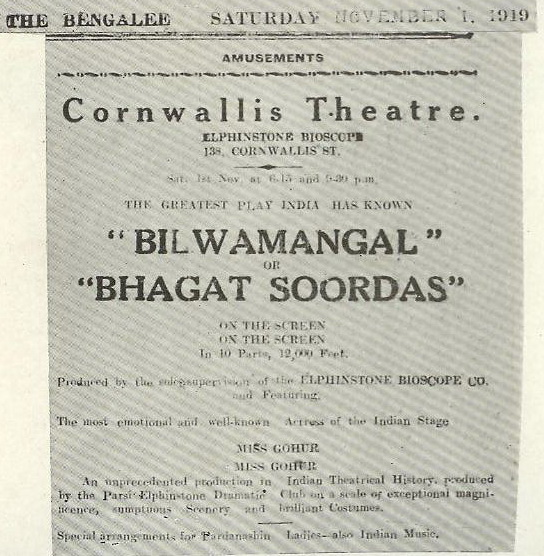
Объявление о демонстрации первого бенгальского фильма

История бенгалоязычного кинематографа началась в 1890-х годах, когда в кинотеатрах Калькутты были показаны первые биоскопические картины. На протяжении следующего десятилетия режиссёр Хиралал Сен, вдохновлённый фильмами викторианской эпохи, создал компанию Royal Bioscope Company и открыл ряд кинотеатров в Калькутте — Star Theatre, Minerva Theatre, Classic Theatre. В 1918 году Дхирендранатх Гангули, при поддержке британского правительства, создал первую бенгальскую продюсерскую компанию Indo British Film Co. Однако первый бенгальский полнометражный фильм, Bilwamangal, был выпущен в 1919 году компанией Madan Theatre. Компания Madan Theatres также выпустила первый бенгальский звуковой фильм Jamai Shashthi (1931). Первым полнометражным звуковым фильмом был Dena Paona, вышедший 30 декабря 1931 года.
В период после обретения Индией независимости, бенгальская киноиндустрия выпустила, ставшие впоследствии классическими, фильмы: «Гражданин», «Трилогия об Апу», «Музыкальная комната», «Трогательная ошибка», «Под голубыми небесами», «Богиня» и «Звезда за тёмной тучей». В частности, «Трилогия об Апу» часто входит в число лучших фильмов всех времен.
Наиболее известным бенгальским актёром считается Уттам Кумар. В качестве его конкурента на протяжении 1960-х годов рассматривался другой бенгальский актёр — Сумитра Чаттерджи, снявшийся в том числе в нескольких фильмах Сатьяджита Рая. Одной из самых известных бенгальских актрис является Шармила Тагор, дебютировавшая в «Мире Апу». Утпал Датт получил всемирную известность благодаря ролям в кино и театре, особенно пьесах Шекспира.
В 1980-х годах, однако, киноиндустрия Бенгалии прошла через период потрясений, наряду со снижением численности аудитории и признания критиками, перейдя от фильмов с традиционным художественным и эмоциональным уклоном к имитации всё более популярных фильмов Болливуда.
К концу 1990-х годов, с появлением нового поколения режиссёров, включающего Гаутама Гхоша, Апарну Сен, Ритупарно Гхоша и Сандипа Рая, был выпущен ряд популярных и высоко оцененных критиками фильмов, что сигнализировало о возрождении бенгальской киноиндустрии.